# کریستین ارات
کریستین ارارت (انگلیسی: Christine Errath؛ زادهٔ ۲۹ دسامبر ۱۹۵۶) مجری تلویزیون و اسکیت‌باز نمایشی اهل آلمان است.